# Valdecebadar
Valdecebadar es el nombre que reciben los restos de una iglesia prerrománica visigoda del siglo VII situada en el municipio español de Olivenza, en la provincia de Badajoz. Las ruinas se sitúan al norte del municipio, junto al río Olivenza, a medio camino entre la carretera autonómica EX-107 y la pedanía de San Francisco de Olivenza.
Las ruinas de la iglesia de Valdecebadar fueron descubiertas en 1976 y consisten en restos de paredes bajas que fueron examinados por Thilo Ulbert.
El edificio tiene la forma de una cruz griega con brazos de 18 metros de longitud. Un atípico detalle en Valdecebadar es la posición de la puerta única en el lateral del extremo sur de la planta cruciforme con el ábside en el este. Hay también un espacio cuadrado, con casi las mismas dimensiones y propósito desconocido, en la parte sureste de la cruz. La forma original de la iglesia, su desarrollo y sus funciones no están claras. La ausencia de elementos verticales impide el reconocimiento de la estructura real que debió tener. 
En lo que respecta a la técnica de construcción, a la disposición y al ábside, es similar a las instalaciones de la iglesia de Mosteiros, en el Alentejo de Portugal.